# 徐生雄
徐生雄（1967年10月26日—），香港民主派人士，民主黨黨員，宏利金融有限公司的保險代理人。曾任離島區議會東涌北選區議員（2020年－2021年）及葵青區議會大白田區議員（1994年－2015年）。

## 從政

### 參與香港區議會選舉
1994年區議會選舉，葵青區議會大白田選區由身兼寶星中心法團主席的民主黨成員徐生雄及民協成員黃翠儀對壘，最終徐生雄當選。而徐在1999年自動當選連任。
2003年，民主黨徐生雄角逐連任，對上時任民建聯委任議員鄧志超（其太太為民建聯葵青支部主席、有「荃灣歌后」之稱的歐陽寶珍），徐以千八票力壓鄧的千二票勝出。
2007年民建聯改派「福建莆田仙游同鄉會葵青分會」幹事曹立舸參選並與繼續連任的徐生雄爭奪議席，希望以曹年輕及閩籍的形象能奪得議席（石蔭路一帶有聚居不少福建人士），徐再次以千四票連任，曹立舸僅得千一票。2011年， 民主黨成員徐生雄繼續競逐連任；建制派方面，民建聯再度改派曾任石籬邨石寧樓互委會主席的葵涌居民協會會長呂學能參選（其女婿為當屆區議會票王劉國勳，而其女兒呂迪明也在梨木樹東參選），而人民力量也派出地產經紀曾幸旺參選。最後徐生雄以1,650票當選。
2015年香港區議會選舉，徐敗於 民建聯的郭芙蓉。
2019年區議會選舉，民主黨派出徐生雄參選離島區議會東涌北選區，民主黨於2019年10月（選舉提名期間）空降該區，徐生雄面對兩名親中派對手，分別為民建聯葉培基以及實政圓桌潘俊恩，外界被認為此狀況有利民主派選情。實政圓桌潘俊恩於本年10月11日以肢體和語言襲擊當時在東涌纜車站進行選舉工程的徐生雄，後來他向事主致歉，被外界質疑潘擔心因為有兩名相同政治陣營的候選人在同一選區參選，親中派陣營會被分薄票源因而有較激進行為令對家受嚇。基於反修例運動下，最終由當時沒有社區工作的民主黨徐生雄獲得1,332票，以超過300票擊敗民建聯葉培基以及實政圓桌潘俊恩。

### 歷屆選舉結果
| 政党   | 政党     | 候选人    | 票数  | %     | ±      |
| ------ | -------- | --------- | ----- | ----- | ------ |
|        | 民主黨   | ①. 徐生雄 | 1,332 | 39.56 | 不適用 |
|        | 實政圓桌 | ②. 潘俊恩 | 990   | 29.40 | 不適用 |
|        | 民建聯   | ③. 葉培基 | 1,045 | 31.04 | 不適用 |
| 多数票 | 多数票   | 多数票    | 287   | 8.52  | 不適用 |

| 政党   | 政党   | 候选人    | 票数  | %     | ±      |
| ------ | ------ | --------- | ----- | ----- | ------ |
|        | 民建聯 | ①. 郭芙蓉 | 2,884 | 59.09 | 不適用 |
|        | 民主黨 | ②. 徐生雄 | 1,997 | 40.91 | -9.03  |
| 多数票 | 多数票 | 多数票    | 887   | 18.17 | +13.27 |

| 政党   | 政党     | 候选人    | 票数  | %     | ±      |
| ------ | -------- | --------- | ----- | ----- | ------ |
|        | 民主黨   | ①. 徐生雄 | 1,650 | 49.94 | -5.45  |
|        | 民建聯   | ②. 呂學能 | 1,488 | 45.04 | 不適用 |
|        | 人民力量 | ③. 曾幸旺 | 166   | 5.02  | 不適用 |
| 多数票 | 多数票   | 多数票    | 162   | 4.90  | -5.88  |

| 政党   | 政党   | 候选人    | 票数  | %     | ±      |
| ------ | ------ | --------- | ----- | ----- | ------ |
|        | 民主黨 | ①. 徐生雄 | 1,429 | 55.39 | 不適用 |
|        | 民建聯 | ②. 曹立舸 | 1,151 | 44.61 | 不適用 |
| 多数票 | 多数票 | 多数票    | 278‬   | 10.78 | 不適用 |

## 資料來源與註釋
1. ↑  . 2019 District Council Election. 2019-11-25  [2019-12-30]. （原始内容存档于2020-01-02）.
2. ↑  . 民主黨.   [2019-11-30]. （原始内容存档于2021-08-12） （中文（香港））.
3. ↑  . 立埸新聞. 2021-10-21  [2021-10-21]. （原始内容存档于2021-11-17）.
4. ↑  .   [2020-02-11]. （原始内容存档于2015-11-23）.
5. ↑  2019年香港區議會選舉侯選人提名 （页面存档备份，存于） 2019年10月17日
6. ↑  . 蘋果日報. 2019-10-11  [2020-02-11]. （原始内容存档于2021-06-21）.

## 外部連結
| 議會席位   | 議會席位                                                 | 議會席位      |
| 香港區議會 | 香港區議會                                               | 香港區議會    |
| ---------- | -------------------------------------------------------- | ------------- |
| 新頭銜     | 葵青區議會 大白田選區區議員 1994年－2015年12月31日       | 繼任： 郭芙蓉 |
| 新頭銜     | 離島區議會 東涌北選區區議員 2020年1月1日－2021年10月21日 | 繼任： 懸空   |